# VBTP-MR Guarani
VBTP-MR Guarani (порт. Viatura Blindada de Transporte de Pessoal Médio sobre Rodas - Guarani) — це сімейство бойових броньованих машин, розроблене в Бразилії Департаментом науки і техніки бразильської армії, який уклав контракт із бразильським відділенням італійського автовиробника Iveco для його виробництва. Guarani базується на Iveco SuperAV 8x8 і був розроблений як наступник традиційного національного транспортного засобу EE-11 Urutu, який спочатку називався Urutu-3.
Стратегічна програма Гуарані спрямована на заміну моторизованої піхоти на механізовану піхоту та модернізацію механізованої кавалерії. У 2020 році розпочався новий етап програми з метою створення версії автомобіля 8x8 під назвою VBR — MR 8X8.
У травні 2023 року український уряд звернувся до міністерства оборони Бразилії щодо експорту 450 одиниць техніки у версії броньованих медичних машин Guarani для ДСНС.